# Jack Betts
Jack Richard Nelson Betts (Jersey City, 11 de abril de 1929 – Los Osos, 19 de junho de 2025) foi um ator estadunidense. Em muitas produções onde o ator trabalhou, seu nome foi creditado como Hunt Powers.
Sua carreira iniciou-se na televisão, participando dos seriados The Edge of Night (na temporada de 1952) e Guiding Light (na temporada de 1956). Sua estreia no cinema ocorreu em 1959, no filme The Bloody Brood, atuando como um dos protagonistas.
Nos primeiros anos da década de 1960, a maioria dos seus trabalhos foram em séries televisivas, como Bonanza e Gunsmoke, mas ente a segunda metade desta década e a década  seguinte (1970), fez sucesso na Itália, no gênero spaghetti western, em filmes como Sugar Colt, La più grande rapina del west, Inginocchiati straniero... I cadaveri non fanno ombra!, One Damned Day at Dawn… Django Meets Sartana!, Arrivano Django e Sartana... è la fine, Per una bara piena di dollari, Giù la testa... hombre!, ...e lo chiamarono Spirito Santo, Ciao maschio e até o esgotamento completo de produções deste gênero. Na Itália, seu nome artístico era Hunt Powers.
Quando retomou suas atuações no mercado norte-americano, seus principais trabalhos foram, novamente, na televisão, como Kojak, Another World, All My Children ou participações em filmes como Batman Forever e Falling Down.
Com grande experiência no mercado cinematográfico e televisivo, nas década de 2000 e 2010, tem atuado em produções como: Cut, Homem-Aranha, Monk, Mardi Gras: Spring Break, entre outras.
Betts também foi um dos autores da peça teatral "Screen Test: Take One".

## Morte
Betts morreu em 19 de junho de 2025, em Los Osos, Califórnia, aos 96 anos.